# Centre d'instruction au combat (Canada)
Le Centre d'instruction au combat (CIC) est une unité des Forces canadiennes sous le Commandement de la Force terrestre située sur la Base de Soutien de la 5e Division du Canada Gagetown au Nouveau-Brunswick dont la mission est de fournir de l'instruction aux militaires de l'armée de terre. Le CIC comprend les écoles de l'infanterie, de l'arme blindée et de l'artillerie de campagne. Il comprend aussi l'école de la tactique. L'École du génie militaire des Forces canadiennes est aussi supportée par le CIC. Le CIC est sous le commandement du quartier-général du Système de la doctrine et de l'instruction de la Force terrestre (SDIFT).